# Меча (приток Вожи)
Ме́ча — река в России, протекает в Московской и Рязанской областях. Левый приток Вожи.
Длина составляет 52 км, площадь водосборного бассейна — 607 км². Берёт начало у деревни Прудки. Течёт на восток, пересекает автодорогу М5 «Урал», затем поворачивает на юго-восток. Устье реки находится в 30 км по левому берегу реки Вожи. Высота устья — 98 м над уровнем моря.
Вдоль течения реки от истока до устья расположены населённые пункты Прудки, Плешки, Клементьево, Кончаково, Жеребятники, Павловское, Новокошелево, Гавриловское, Курово, Орешково, Долгомостьево, Нижнее Маслово, Бражкино, Чемрово, Чурилково, Дивово (ВНИИ Коневодства), Старое Батурино, Новое Батурино, Старое Веселово.
В пойме реки Вожи и её притока Мечи в августе 1378 года русские войска во главе с московским князем Дмитрием (впоследствии получившим прозвище «Донской») разгромили монголо-татарские войска. Поле боя находится на территории Рыбновского района, рядом с селом Глебово-Городище.
По данным Государственного водного реестра России, относится к Окскому бассейновому округу. Речной бассейн — Ока, речной подбассейн — бассейны притоков Оки до впадения Мокши, водохозяйственный участок — Ока от города Коломны до города Рязани.

## Притоки
(расстояние от устья)
- Треботинка (пр)[7]
- 5 км: Пилис (пр)
- 15 км: Ройка (пр)
- 20 км: Сосенка (лв)
- 31 км: Малявка (лв)
- 43 км: Рудница (пр)
- Ренда (пр)[7]